# 清水希容
清水 希容（しみず きよう、1993年12月7日 - ）は、日本の空手家。ミキハウス所属。
大阪府吹田市出身。東大阪大学敬愛高等学校、関西大学文学部卒業。2020年東京オリンピック 空手女子形銀メダリスト。

## 人物
世界空手道選手権大会の個人形で、2014・2016年と大会2連覇している。
全日本空手道選手権大会では、2013年から2019年まで7連覇している。
2019年12月 プレミアリーグ マドリード大会終了時のランキングポイントで全日本空手道連盟が定めた日本代表選手選考基準の条件を満たす事となり、2020年東京オリンピック女子 形で銀メダルを獲得した。
東京オリンピック開催前には、喜友名諒と共に稽古を行っていた（喜友名も、東京オリンピック 空手男子形の日本代表として出場し、金メダルを獲得している）。
2024年5月19日の西日本地区大会の特別演武をもって競技を退く。

## 出演

### 報道番組
- news zero（日本テレビ）
  - 木曜パートナー（2024年7月4日 - 9月26日）[注 1]

## 主な戦績
女子形　個人戦 

### 世界大会・アジア大会
- オリンピック
  - 2020年東京オリンピック　銀メダル
- 世界空手道選手権大会
  - 2014年（第22回） ドイツ：ブレーメン 優勝
  - 2016年（第23回） オーストリア：リンツ 優勝
  - 2018年（第24回） スペイン：マドリッド 準優勝
- ワールドゲームズ
  - 2017年（第10回） ポーランド：ヴロツワフ 優勝
- 2011年　世界ジュニア空手道選手権大会

 マレーシア：マラッカ 優勝
- 2013年　世界21アンダー空手道選手権大会

 スペイン：グアダラハラ 優勝
- アジア　シニア空手道選手権大会
  - 2015年（第13回） 日本：横浜 優勝
  - 2018年（第15回） ヨルダン：アンマン 優勝
  - 2019年（第16回） ウズベキスタン：タシュケント 優勝
- アジア競技大会
  - 2014年（第17回） 韓国：仁川 優勝
  - 2018年（第18回） インドネシア：ジャカルタ 優勝 [12]

### KARATE1 プレミアリーグ
- 2014年　沖縄 優勝
- 2015年　沖縄 優勝
- 2016年　パリ 優勝、ザルツブルク 優勝
- 2017年　ロッテルダム 優勝
- 2018年　パリ 優勝、ドバイ 3位、イスタンブール 準優勝、ベルリン 優勝、東京 優勝
- 2019年　パリ 優勝、ドバイ 準優勝、ラバト 優勝、上海 準優勝[13]、東京 優勝[14]、マドリード 準優勝
- 2020年　パリ 3位
- 2022年　フジァイラ 優勝
- 2023年　カイロ 優勝

### KARATE1 シリーズA
- 2017年　イスタンブール 優勝、ザルツブルク 3位、沖縄 優勝
- 2018年　グアダラハラ 優勝、ザルツブルク 優勝
- 2019年　ザルツブルク 準優勝、イスタンブール 準優勝

### 全日本空手道選手権大会
- 2012年（第40回）準優勝
- 2013年 - 2019年（第41回 - 47回）優勝：7連覇

## 受賞歴
- 2016年　テレビ朝日ビッグスポーツ賞　ビッグスポーツ“Road to 2020”奨励賞（空手日本代表）
- 2021年　ミス日本第53期　和田静郎特別顕彰[15]

## ドキュメンタリー
- 2021年 「希容の形」（関西テレビ（8月26日）[16]、BSフジ（12月27日）[17]） - ベネチアテレビ賞（スポーツ部門）金賞[18]、FICTSミラノ国際スポーツ映画祭（オリンピック・スピリット部門）優秀賞、ABU賞スポーツ部門最優秀賞[19]、第27回アジアテレビ賞スポーツ番組部門最優秀賞受賞[20]